# Taubnesseln
Die Taubnesseln (Lamium) sind eine Pflanzengattung in der Familie der Lippenblütler (Lamiaceae).

## Beschreibung

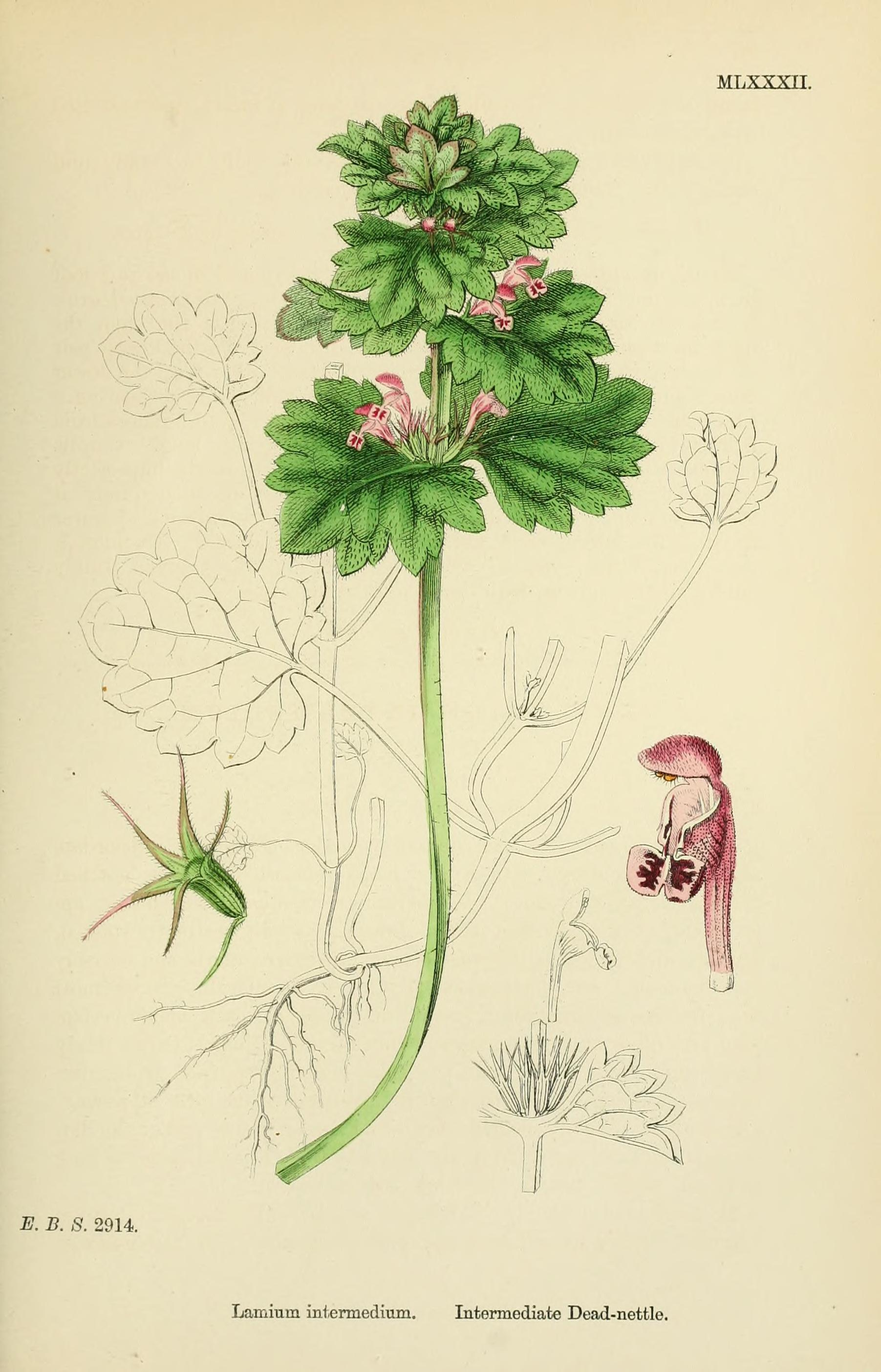
Illustration der Mittleren Taubnessel (Lamium confertum aus English botany, or, Coloured figures of British plants, 1863)

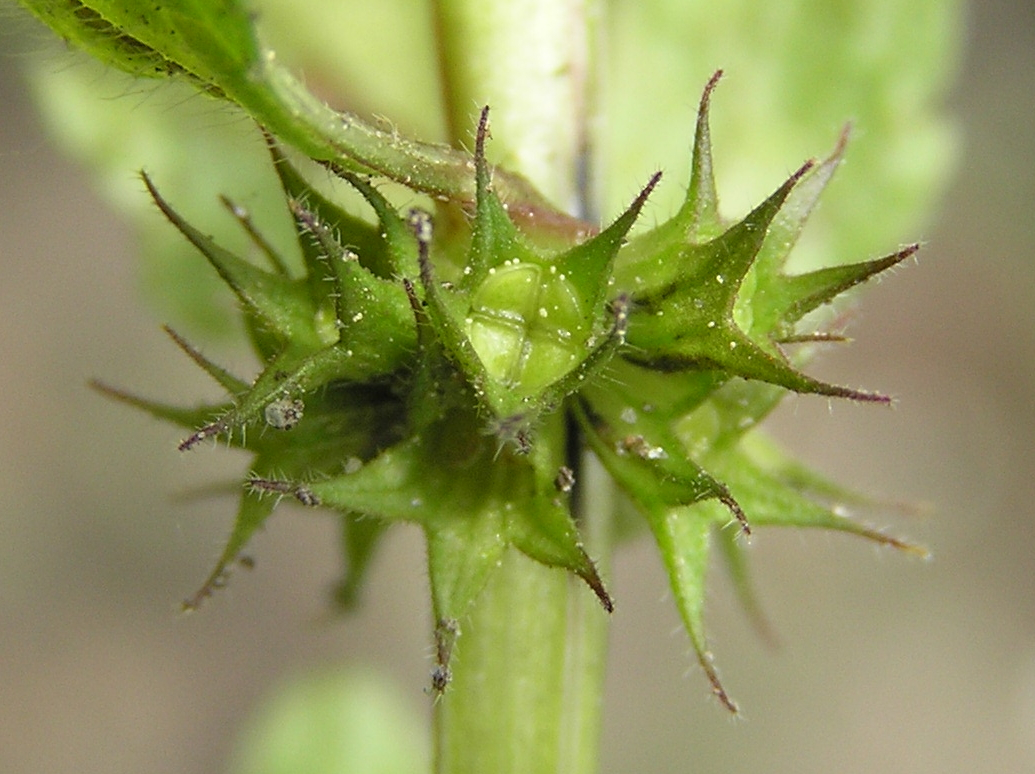
Kelch und unreife Klausenfrucht der Purpurroten Taubnessel (Lamium purpureum)

### Vegetative Merkmale
Die Taubnessel-Arten sind einjährige bis ausdauernde krautige Pflanzen. Die oberirdischen Pflanzenteile sind mit kegelförmigen Haaren und kleinen, sitzenden Drüsen besetzt. Die gegenständig angeordneten Laubblätter sind in Blattstiel und Blattspreite gegliedert. Die einfachen Blattspreiten haben eine Netznervatur und sind behaart. Der Blattrand ist stumpf-gekerbt bis grob-gezähnt.

### Generative Merkmale
Fünf bis 15 fast sitzende Blüten stehen zusammen in Scheinquirlen mit kurzen Vorblättern. Die Scheinquirle sind mehr oder weniger weit voneinander entfernt. Die Tragblätter der Halbquirle sind laubblattartig.
Die meist zwittrigen Blüten sind zygomorph und fünfzählig mit doppelter Blütenhülle. Der Kelch ist röhrig bis glockig, fünfnervig und fünfzähnig. Die Kelchzähne sind annähernd gleich lang und pfriemlich. Die Farbe der Blütenkrone ist gelb, weiß, rosa- bis purpurfarben. Die Krone ist zygomorph, vorne bauchig erweitert und deutlich zweilippig. Die Oberlippe ist helmförmig, gewölbt und meist ganzrandig, selten ausgerandet bis zweispaltig. Die Außenseite ist meistens behaart. Die Unterlippe besteht aus einem großen, gestutzten bis zweilappigen Mittelzipfel und zwei seitlichen, kleineren, zahnförmigen bis fehlenden Seitenzipfeln. Es gibt zwei kürzere und zwei längere Staubblätter, die alle fertil sind. Sie sind parallel angeordnet und reichen nicht über die Oberlippe hinaus.
Die Teilfrüchte (Klausen) sind scharf dreikantig, am oberen Ende gestutzt und tragen am Grund ein Elaiosom.

## Ökologie
Lamium-Taxa gedeihen als Therophyten oder Hemikryptophyten.
Blütenökologisch handelt es sich um Lippenblumen bzw. Hummelblumen. Die Bestäubung erfolgt durch Hummeln und andere Apoiden. Neben den normalen zwittrigen Blüten gibt es auch rein weibliche oder auch kleistogame Blüten. Bei den meisten Arten ist der Nektar durch einen Haarkranz im Inneren der Krone geschützt. Der Griffel ist länger als die Staubblätter, dies fördert die Fremdbestäubung.
Die Ausbreitung der Teilfrüchte erfolgt durch Ameisen (Myrmekochorie).

## Systematik, Botanische Geschichte und Verbreitung

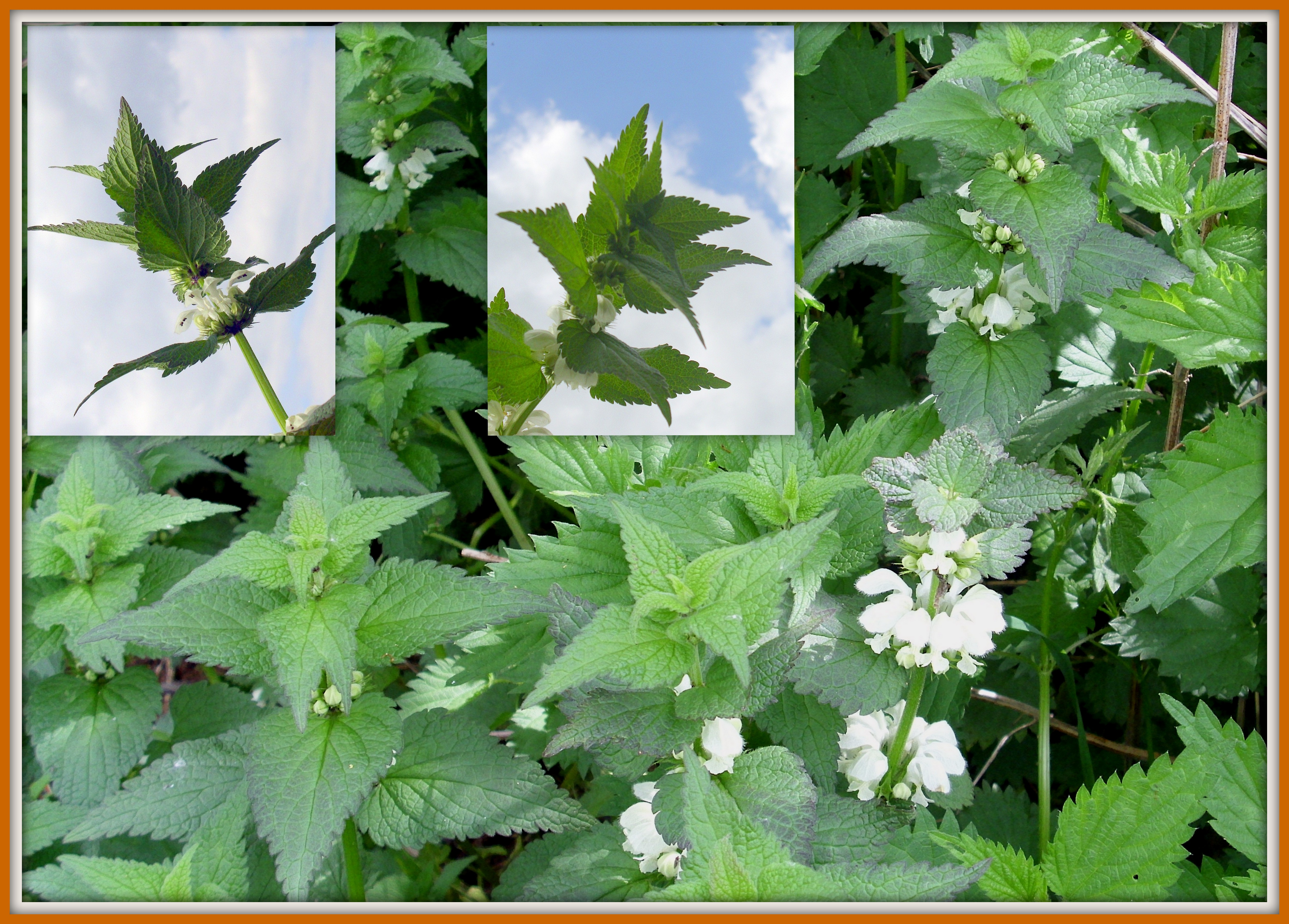
Weiße Taubnessel (Lamium album)

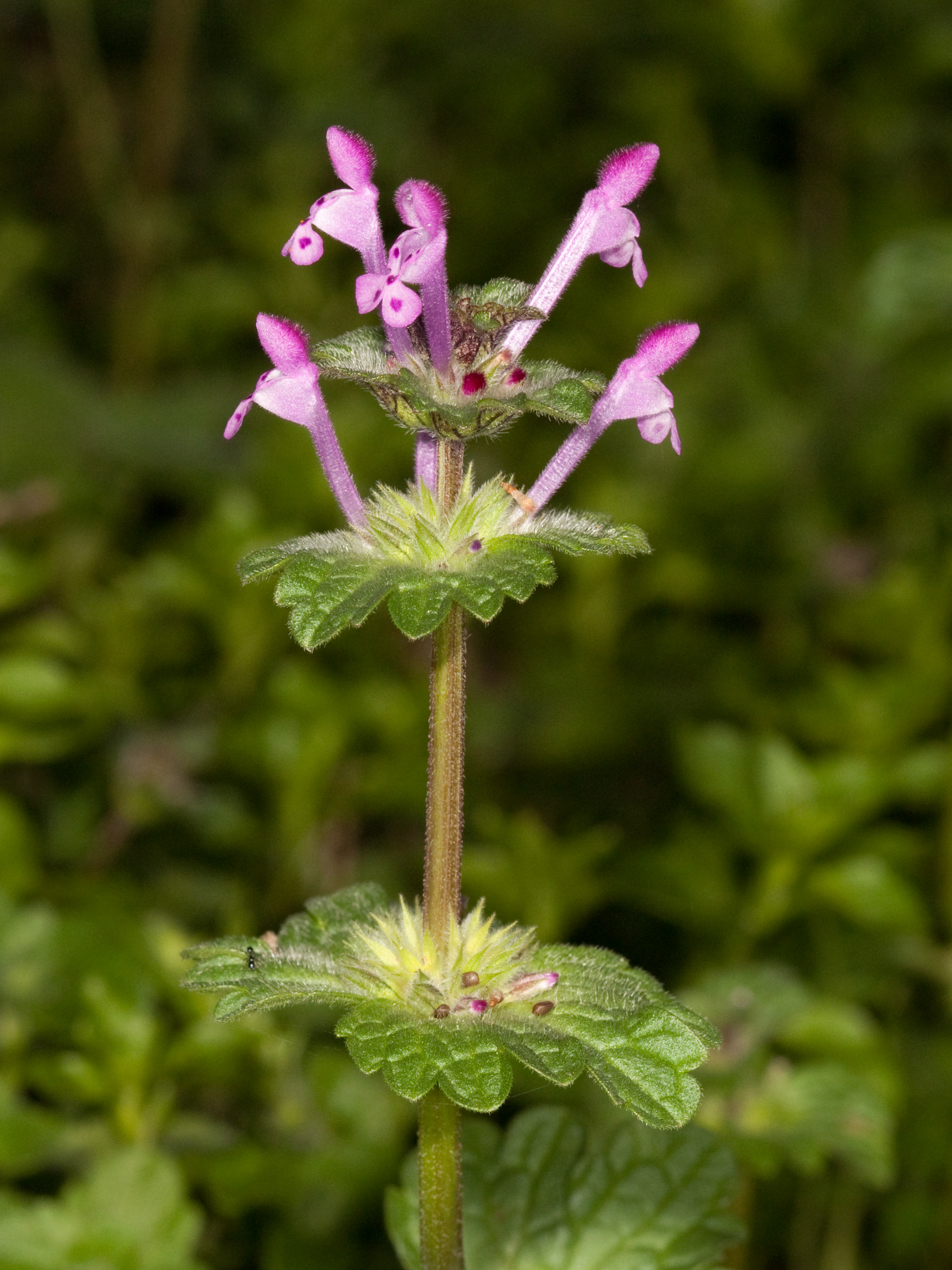
Stängelumfassende Taubnessel (Lamium amplexicaule)

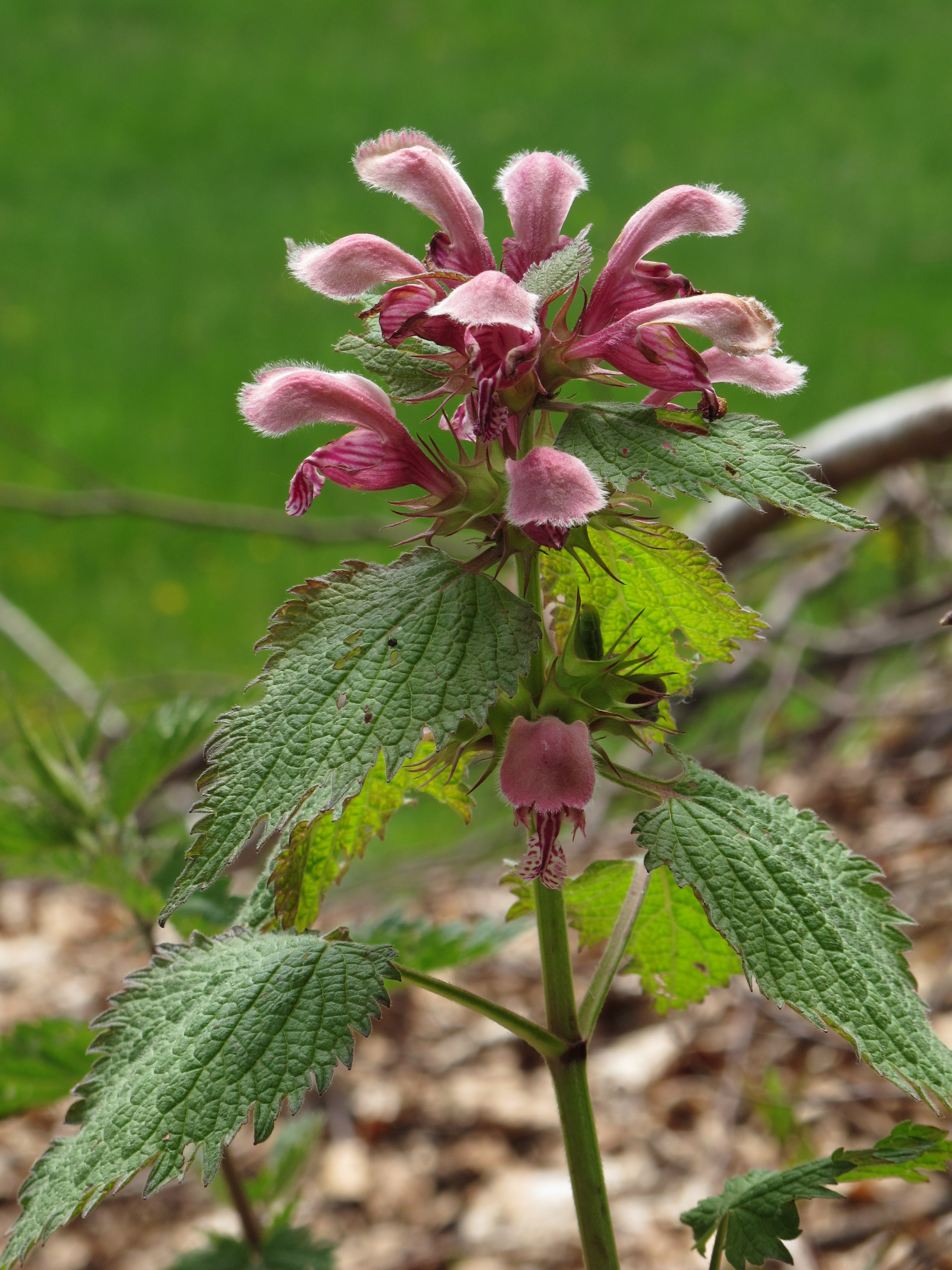
Riesen-Taubnessel (Lamium orvala)

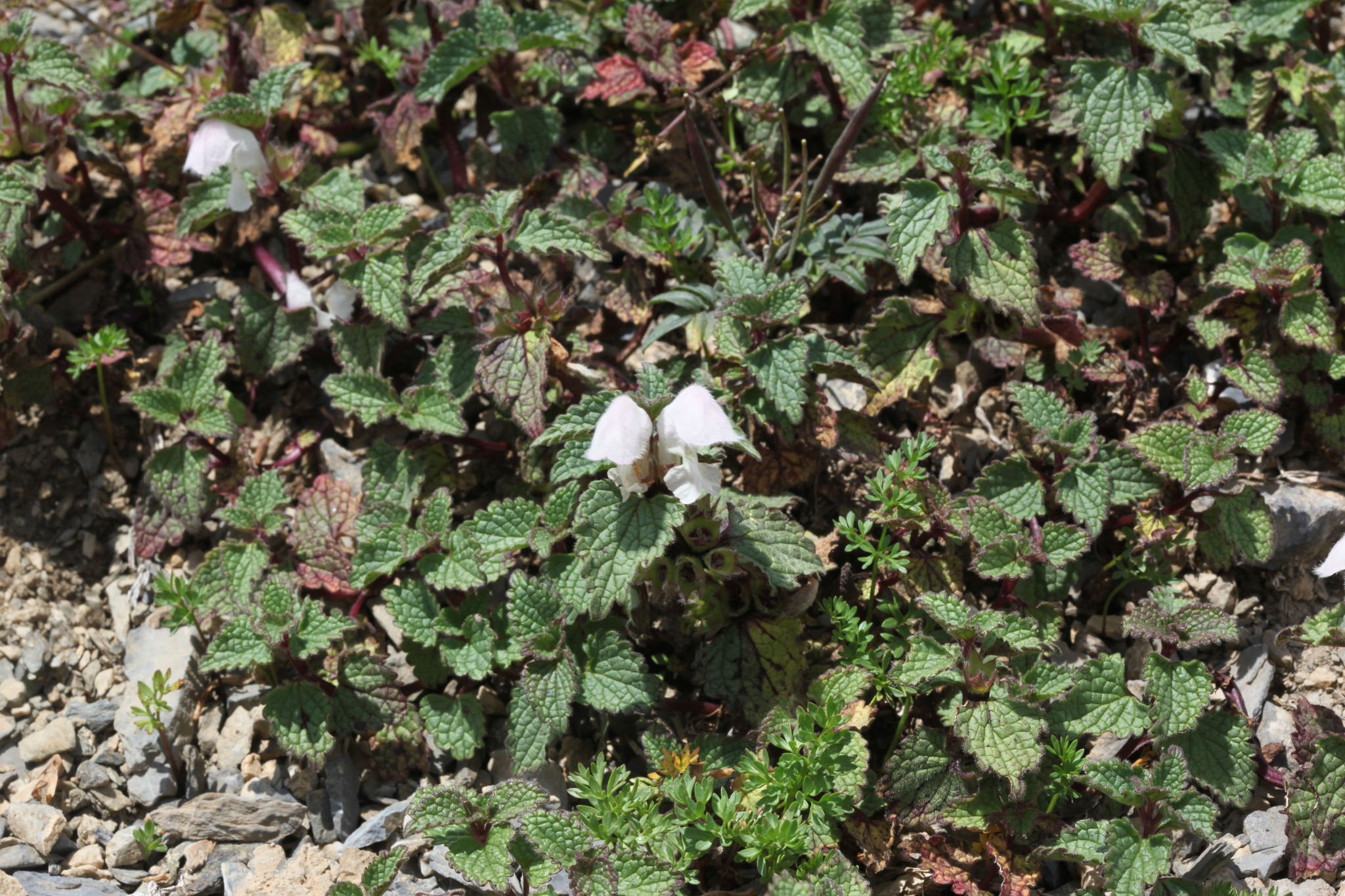
Lamium tomentosum

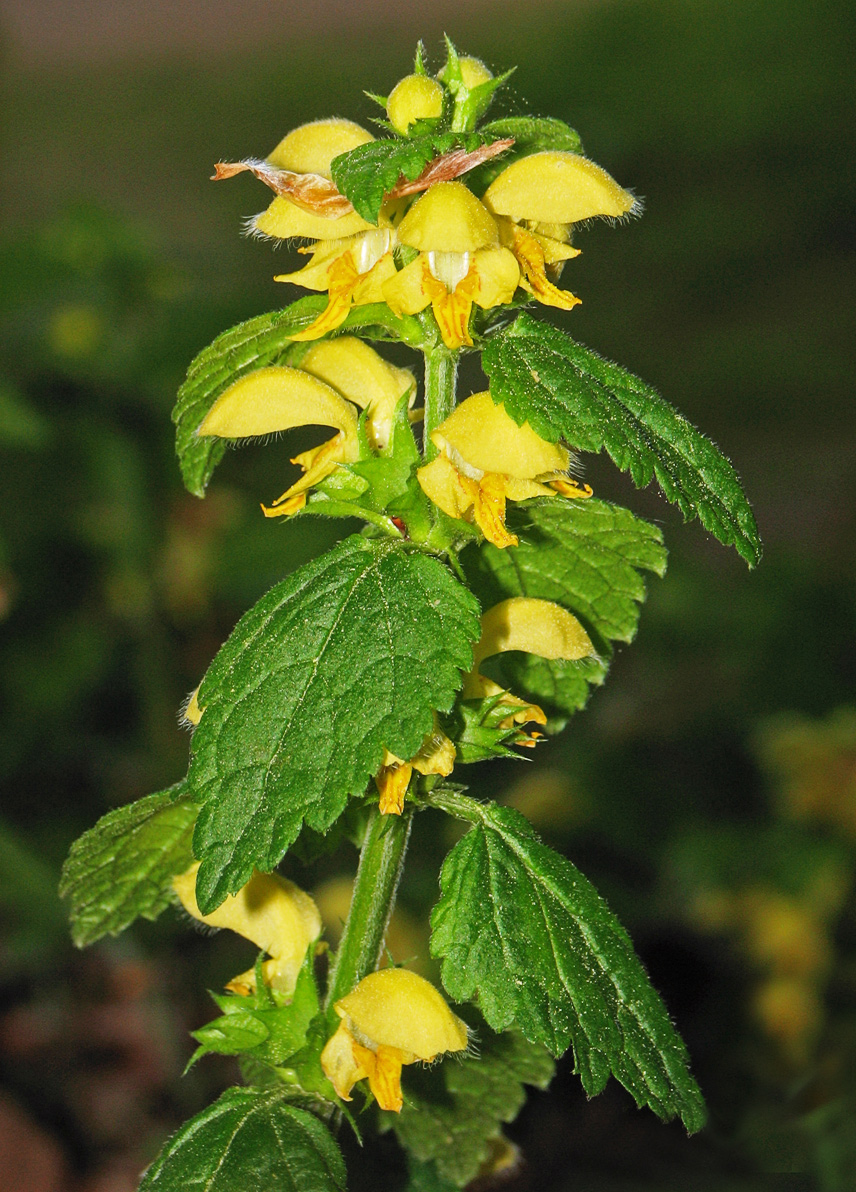
Gewöhnliche Goldnessel (Lamium galeobdolon)

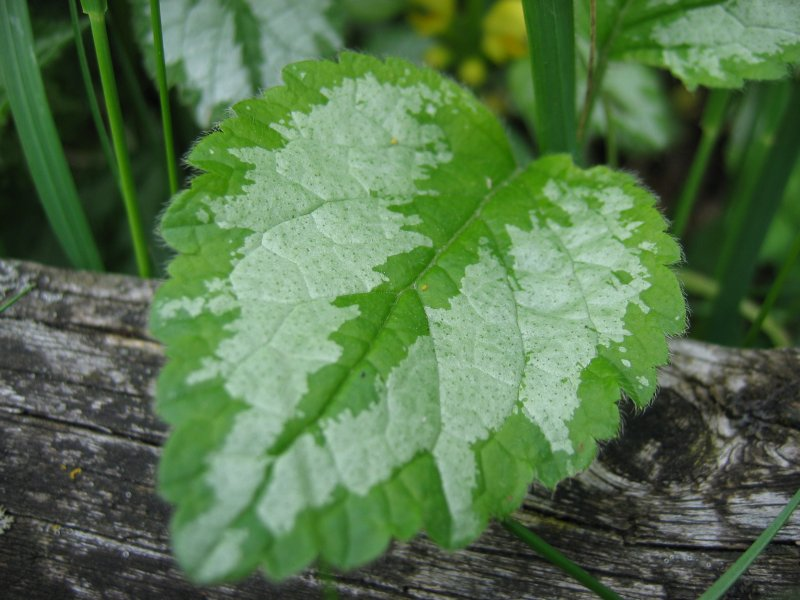
Die invasive Silber-Goldnessel (Galeobdolon argentatum) ist an der markanten Zeichnung ihrer Blätter gut zu erkennen

Die Gattung Lamium wurde durch Carl von Linné in Species Plantarum, Tomus II, 1753, Seite 579 und Genera Plantarum, 5. Auflage, 1754, Seite 252 aufgestellt. Synonyme für Lamium L. sind je nach Auffassung über den Umfang dieser Gattung: Galeobdolon Adans. nom. illeg., Lamiastrum Heist. ex Fabr., Lamiella Fourr., Lamiopsis (Dumort.) Opiz, Orvala L., Pollichia Schrank nom. rej. non Aiton, Psilopsis Neck. nom. inval., Wiedemannia Fisch. & C.A.Mey.
Die Gattung Lamium gehört zur Tribus Lamieae in der Unterfamilie Lamioideae innerhalb der Familie Lippenblütler (Lamiaceae). Die Gattung Lamium wurde nach morphologischen Merkmalen in Untergattungen gegliedert doch nach molekulargenetischen Untersuchungen sind dies keine natürlichen Verwandtschaftsgruppen.
Die Gattung Lamium umfasst je nach Autor 25 bis 30 Arten:
- Weiße Taubnessel (Lamium album L.): Es gibt drei Unterarten. Sie sind von Europa über Südwestasien und Zentralasien, Indien bis China sowie Japan und in Nordamerika weitverbreitet.[1][5]
- Stängelumfassende Taubnessel (Lamium amplexicaule L.): Die zwei bis sechs Unterarten sind von Makaronesien über Nordafrika bis zum gemäßigten Europa und über Südwestasien bis Zentralasien und China sowie Japan weitverbreitet.[1][5]
- Lamium bakhtiaricum Jamzad: Sie wurde 2012 aus dem Iran erstbeschrieben.[1]
- Zweispaltige Taubnessel[6] (Lamium bifidum Cirillo): Die drei Unterarten sind im Mittelmeerraum mit Nordafrika verbreitet.[1]
- Lamium bilgilii Celep: Sie wurde 2017 aus der südwestlichen Türkei erstbeschrieben.[7]
- Lamium caucasicum Grossh.: Die Heimat ist der Kaukasusraum.[1]
- Mittlere Taubnessel (Lamium confertum Fr., Syn.: Lamium intermedium Fr.): Die Heimat ist Nord- und Nordosteuropa.[1] Sie ist entstanden als Hybride aus Lamium amplexicaule und Lamium purpureum.[8]
- Lamium corsicum Gren. & Godron: Sie kommt nur auf Korsika und Sardinien vor. Einige Autoren stellen sie im Rang einer Unterart subsp. corsicum (Gren. & Godr.) Mennema zu Lamium garganicum.
- Lamium coutinhoi J.G.García: Sie kommt nur in Portugal vor.[1]
- Lamium cyrneum Paradis: Sie wurde 2012 aus Korsika erstbeschrieben.[1]
- Lamium demirizii A.P.Khokhr.: Sie wurde 1997 erstbeschrieben. Dieser Endemit kommt nur in der südwestlichen Türkei vor.[1]
- Lamium eriocephalum Benth.: Dieser Endemit kommt nur in der südlichen Türkei vor.[1]
- Lamium flexuosum Ten.: Die seit 2009 zwei Unterarten sind im westlichen Mittelmeerraum einschließlich Nordafrika verbreitet.[1]
- Lamium galactophyllum Boiss. & Reut.: Dieser Endemit kommt nur in der nordöstlichen Türkei vor.[1]
- Gargano-Taubnessel[6] (Lamium garganicum L.): Die vier Unterarten sind vom Mittelmeerraum bis zum Iran verbreitet.[1]
- Lamium gevorense (Gómez Hern.) Gómez Hern. & A.Pujadas (Syn.: Lamium bifidum subsp. gevorense Gómez Hern.): Sie wurde zwar schon 1977 erstbeschrieben, aber erst 2005 als neue Art erkannt und kommt im westlichen Teil der Iberischen Halbinsel in Portugal sowie Spanien und auf Korsika vor.[1]
- Lamium glaberrimum (K.Koch) Taliev: Es ist ein Endemit der westlichen Krim.[1]
- Bastard-Taubnessel (Lamium hybridum Vill.), wird auch als Varietät Lamium purpureum var. hybridum (Vill.) Vill. zu Lamium purpureum gestellt[1]: Das Verbreitungsgebiet reicht von Makaronesien und dem westlichen und zentralen Mittelmeerraum bis zur Schweiz.[1]
- Lamium macrodon Boiss. & A.Huet: Das Verbreitungsgebiet reicht von der östlichen Türkei bis zum nordwestlichen Iran.[1]
- Gefleckte Taubnessel (Lamium maculatum L.): Das Verbreitungsgebiet reicht von Europa bis zu den chinesischen Provinzen Gansu sowie Xinjiang.[1][5]
- Moschus-Taubnessel[6] (Lamium moschatum Mill.): Die zwei Unterarten sind im östlichen Mittelmeerraum verbreitet.[1]
- Lamium multifidum L.: Das Verbreitungsgebiet reicht von der östlichen Türkei bis Transkaukasien.[1]
- Lamium orientale (Fisch. & C.A.Mey.) E.H.L.Krause: Das Verbreitungsgebiet reicht von der Türkei bis Israel.[1]
- Riesen-Taubnessel oder Nesselkönig (Lamium orvala L., Syn.: Lamium grandiflorum Salisb., Lamium pannonicum Scop., Lamium phalacranthera St.-Lag., Lamium wettsteinii Rech., Orvala garganica L., Orvala lamioides DC.): Das Verbreitungsgebiet reicht von Norditalien über Österreich bis Ungarn.[1]
- Lamium persepolitanum (Boiss.) Jamzad (Syn.: Stachys persepolitana Boiss.): Diese Neukombination erfolgte 2012. Die Art kommt nur im westlichen bis südwestlichen Iran vor.[1]
- Purpurrote Taubnessel (Lamium purpureum L., Syn.: Lamium moluccellifolium (Schumach.) Fr.)[1]: Die fünf Varietäten sind in Eurasien weitverbreitet. Drei Varietäten sind fast weltweit Neophyten.[1]
- Lamium taiwanense S.S.Ying: Sie kommt nur in Taiwan vor.[1]
- Lamium tomentosum Willd.: Das Verbreitungsgebiet reicht von der Türkei bis zum nördlichen Iran.[1]
- Lamium tschorochense A.P.Khokhr.: Sie wurde 1995 aus der Türkei erstbeschrieben.[1]
- Lamium vreemanii A.P.Khokhr.: Sie wurde 1995 aus der Türkei erstbeschrieben.[1]

Die Goldnesseln mit etwa zehn Arten (bzw. Kleinarten) werden je nach Bearbeiter als eigene Gattung Galeobdolon bzw. Lamiastrum oder als Untergattung von Lamium (Lamium subg. Galeobdolon) eingestuft. Nach Bendiksby et al. 2011 sind nach molekulargenetischen Untersuchungen, diese Untergattungen keine natürlichen Verwandtschaftsgruppen. Die von manchen Autoren als Kleinarten der Untergattung Lamium subg. Galeobdolon zusammengestellt wurden Unterarten von Lamium galeobdolon.
Hier wird trotzdem noch die andere ältere Auffassung dargestellt. In Mitteleuropa umfasst diese Gruppe folgende Arten:
- Silber-Goldnessel (Lamium argentatum (Smejkal) Henker ex G.H.Loos, Syn.: Galeobdolon argentatum Smejkal, Lamium galeobdolon subsp. argentatum (Smejkal) J.Duvign.): Die Heimat ist West- und Mitteleuropa[1], allerdings handelt es sich um eine Kulturpflanze ohne natürliches Verbreitungsgebiet. Sie gilt als invasiver Neophyt und wird in Deutschland auf der "Schwarzen Liste" geführt.[9]
- Endtmanns Goldnessel (Lamium endtmannii G.H.Loos, Syn.: Galeobdolon endtmannii (G.H.Loos) Holub), wird auch als Synonym zur Unterart subsp. montanum (Pers.) Hayek gestellt.[1]
- Blaßgelbe Goldnessel (Lamium flavidum F.Herm., Syn.: Galeobdolon flavidum (F.Herm.) Holub, Lamium galeobdolon subsp. flavidum (F.Herm.) Á.Löve & D.Löve): Sie gedeiht in den Gebirgen Europas.[1]
- Gewöhnliche Goldnessel, Goldnessel (Lamium galeobdolon (L.) L., Syn.: Galeobdolon luteum Huds.): Das Verbreitungsgebiet reicht von Europa bis zum Kaukasusraum.[1]
- Berg-Goldnessel (Lamium montanum (Pers.) Hoffm. ex Kabath, Syn.: Galeobdolon montanum (Pers.) Rchb., Lamium galeobdolon subsp. montanum (Pers.) Hayek): Das Verbreitungsgebiet reicht von Europa bis zum Iran.[1]

Folgende Naturhybriden der Gattung Lamium sind bekannt (Auswahl):
- Lamium ×holsaticum Prahl = Lamium album × Lamium maculatum: Sie kommt in Europa von Frankreich, Deutschland, Italien und der Schweiz bis Polen, Ungarn und Rumänien vor.
- Lamium ×schroeteri Gams = Lamium album × Lamium purpureum: Sie kommt in Frankreich, der Schweiz und Ungarn vor.

## Verwendung
Verwendet wird die Weiße Taubnessel (Lamium album), als Kraut oder als Blüte („Flores Lamii“, „Lamii albi flos“). Die Pflanzenteile dienen zur Herstellung von Tee. Ein medizinischer Nutzen im Rahmen der Naturheilkunde wird zur Entwässerung (als Diuretikum) angegeben. Zur Linderung von Juckreiz werden auch Sitzbäder und Spülungen empfohlen. Aufgrund ihrer entzündungshemmenden, antibakteriellen und schleimhautschützenden Wirkung wird die Taubnessel in der Volksmedizin zum Beispiel bei Atemwegserkrankungen und Magen-Darm-Beschwerden verwendet.
Geerntet werden die Blätter und Blüten von Mai bis September. Das Unternehmen Weleda hat die Pflanze zeitweise angebaut, meist werden aber Wildpflanzen gesammelt.